# 雙河文廟
雙河文廟位於四川省宜賓市長寧縣，文物遺址年代判定為清。2012年7月16日公佈為第八批四川省文物保護單位。
雙河文廟位於四川省宜賓市長寧縣雙河鎮雙河社區富民街雙河小學內，建築面積約350平方公尺。始建於宋代，現存建築為清咸豐元年(1851)重建，坐西北向東南，素面石台基，面闊5間22公尺，進深15.8公尺，通高6.7公尺，抬梁結構，木結構重簷廡殿頂，黃琉璃綠剪邊瓦，正脊檩題記“清咸豐元年辛亥三月初十日辰時重建”字樣。大殿駝峰雕刻精美，柱礎分別為六方形和抱鼓石式，均系青石雕刻而戚，上刻龍、花卉、草木、萬字紋、福字紋、卷草紋等。最大柱礎高0.6公尺，直徑1公尺，上刻二龍戲水，雕刻精美，造型生動。該大殿是長寧舊縣城文廟僅存建築，對研究清代官式建築和學府制度有較重要的價值。2011年，雙河文廟被宜賓市人民政府公佈為市級文物保護單位。